# Kyle Cook

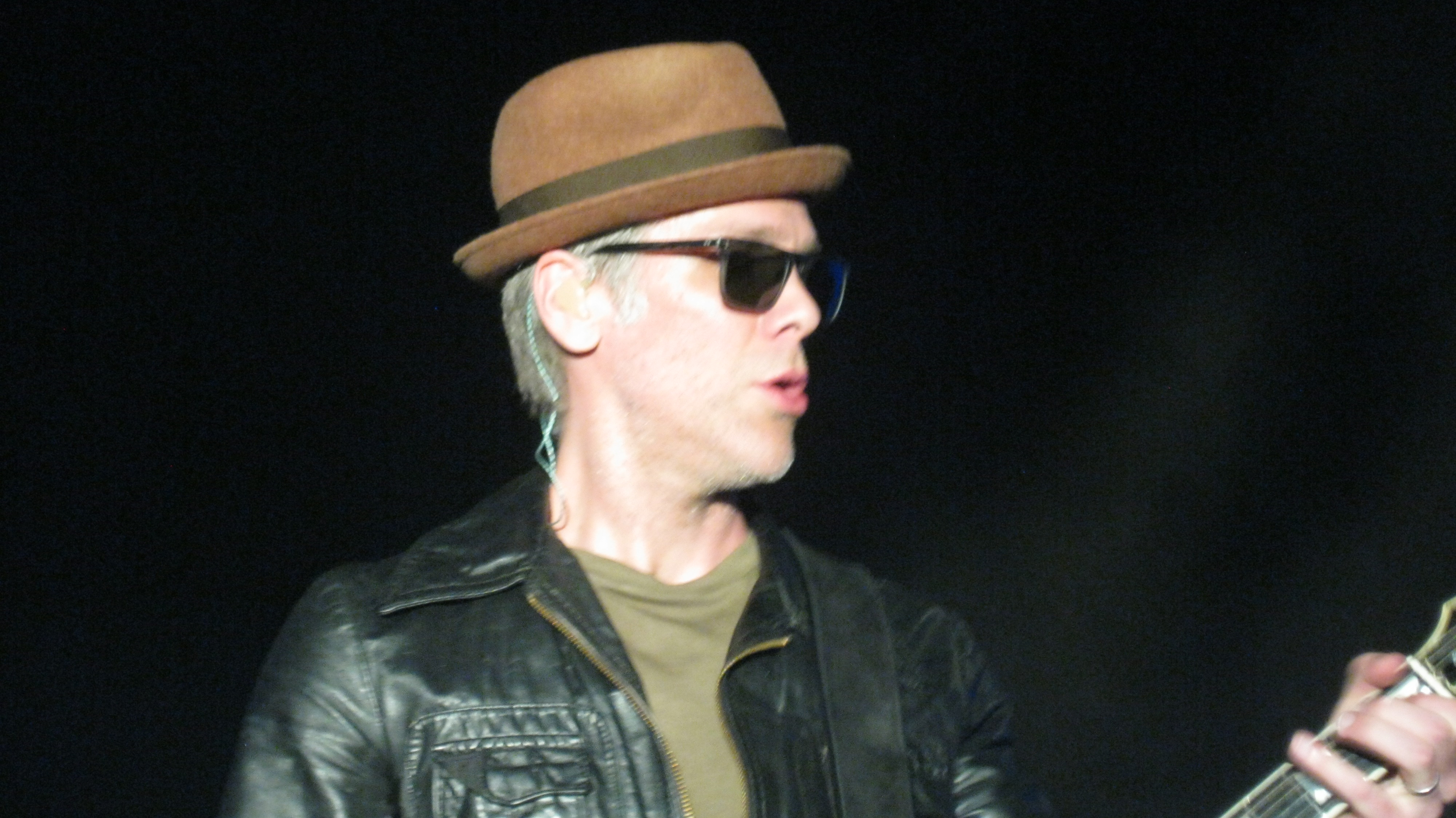
Kyle Cook (2013)

Kyle Cook (* 29. August 1975 in Frankfort/Indiana) ist ein US-amerikanischer Musiker. Bekannt wurde er vor allem als Leadgitarrist der US-Band Matchbox Twenty.

## Werdegang
Anders als die restlichen Mitglieder von Matchbox Twenty (Rob Thomas, Paul Doucette und Brian Yale) spielte Kyle Cook nicht in der Vorgängerband Tabitha’s secret, sondern stieß erst 1995 zur Gründung von Matchbox Twenty zusammen mit Adam Gaynor hinzu. Letzterer hat die Band 2005 verlassen. Neben dem Part als Leadgitarrist ist Cook seit jeher auch für die background vocals in sämtlichen Liedern verantwortlich. 2001 spielte er die Leadgitarre im Song Visions of Paradise von Mick Jagger. Im Song Unwell von Matchbox Twenty übernahm er zudem das Banjo. Für das 2003 erschienene Matchbox Twenty Album More than you think you are schrieb er die Songs Feel und Soul. Während der knapp vierjährigen Pause von Matchbox Twenty in den Jahren 2004 bis 2007 war er zunächst als Leadgitarrist für den Song Something to be auf dem gleichnamigen Soloalbum von Matchbox Twenty Sänger Rob Thomas tätig. Danach widmete er sich seiner zweiten Band The new left, wo er ebenfalls als Leadgitarrist und Backgroundsänger tätig ist. Im 2007 erschienenen vierten Matchbox Twenty-Album Exile on Mainstream schrieb er die Songs If I fall und Can’t let you go. Bevor er überhaupt das Gitarre spielen lernte, spielte er fünf Jahre lang klassische Violine.

## Privates
Kyle Cook ist seit 1999 mit seiner Frau Sabrina verheiratet und hat zwei Töchter (Zwillingspaar).